# مارسيو آبرو
مارسيو آبرو هو لاعب كرة قدم برتغالي في مركز نصف الجناح، ولد في 25 أبريل 1980 في فونشال في البرتغال. لعب مع توربيدو موسكو ونادي كراسنودار ونادي ماريتيمو.

## وصلات خارجية
- مارسيو آبرو على موقع قاعدة بيانات كرة القدم.إي يو (الإنجليزية)
- مارسيو آبرو على موقع Soccerway.com (الإنجليزية)